# Nizozemska manliherica
Nizozemska manliherica (uradno nizozemsko: Geweer M.95 - Puška M.95) je repetirka, ki jo je razvil avstrijski inženir Ferdinand Mannlicher. Za polnjenje uporablja okvirje manliherjevega tipa (okvir se skupaj z naboji potisne v fiksno nabojišče) in se repetira z zaklepom podobnim tistemu na puški Gewehr 88.

## Razvoj
Leta 1871 so Nizozemci v oborožitev uvedli enostrelno puško Baumont M1871. Zaradi razvoja na področju puškarstva so si zaželeli repetirne puške, s katero bi lahko vojak streljal hitreje. Leta 1888 so svojim puškam začeli dodajati nabojnike po patentu, ki si ga je omislil Italijan Giuseppe Vitali za predelavo italijanskih enostrelk Vetterli. Tako je nastala prva nizozemska repetirka, Baumont-Vitali M1871/88. Na Nizozemskem so se zavedali, da gre le za začasno rešitev, zaradi tega so ustanovili komisijo, ki je še naprej iskala modernejšo repetirko.
Nizozemska komisija za izbor nove repetirke je na testu leta 1890 poskušala celo vrsto repetirk, ki so jim jih prinesli razni konstruktorji, proizvajalci in zastopniki. Belgijec August Schriever, zastopnik avstrijske tovarne Steyr je nizozemski komisiji ponudil novo manliherico z vrtljivim valjastim zaklepom - model 1890. Ta se je prebila v ožji izbor, ki je potekal naslednje leto, in sicer med nemško puško Gewehr 88, puško belgijskega puškarja Emila Naganta in manliherico razvito v Steyrju. Nagantova puška je izpadla prva, zaradi polnjenja po vzoru Mauserjevih pušk (kjer se okvirčka ne potisne v nabojišče skupaj z naboji). Naslednja je izpadla še nemška puška iz leta 1888, ta pa zaradi možnosti nevarnega dvojnega polnjenja. Na koncu teh testov je bila vendarle izbrana Mannlicherjeva repetirka. Za kaliber so se odločali med 6,5 mm in 7,65 mm. Zaradi manjše teže nabojev odločili za 6,5 mm naboj in sicer za različico z izbočenim robom, ki naj bi zagotavljala manj zastojev.
Po dodatnih testih se je nizozemski parlament novembra leta 1894 končno odločil za nakup 47.000 pušk. Vojni minister je decembra naslednje leto puško poimenoval M.95.

## Uporabniki
- Nizozemska: V uporabi v Evropi in Jugovzhodni Aziji.[1]
- Tretji rajh: Puške so po nemški okupaciji Nizozemske dobile naziv Gewehr 211 (h), karabinke pa Karabiner 411 (h), Karabiner 412 (h), Karabiner 413 (h) in Karabiner 414 (h).[2]
- Japonski imperij: V uporabi med japonsko okupacijo Jugovzhodne Azije 1942 - 1945. Nekatere so bile modificirane za uporabo njihovega standardnega naboja 7,7×58 japonski.[3]
- Indonezija: Po letu 1949 so jih večino predelali na pogostejši naboj .303 britanski.[3] V uporabi med in po indonezijski revoluciji.

## Galerija
- Ena od mnogih različic nizozemskih karabink
- Kolonialna rezerva z manlihericami, 1900
- Nizozemska vojaka v Indoneziji, 1919
- Nizozemska vojaka na straži leta 1939
- Indonezijski domorodci v službi KNIL (Kraljeve nizozemske vzhodnoindonezijske vojske), 1938
- Bajonet in nožnica za eno od različic